# Hemidesmosoma
Els hemidesmosomes (HD) són unes estructures d'unió molt petites situades a la superfície basal de cèl·lules com els queratinòcits de l'epidermis de la pell. Vistos al microscopi electrònic s'assemblen als desmosomes. Ara bé, mentre que els desmosomes mantenen dues cèl·lules juntes, els hemidesmosomes uneixen una cèl·lula amb la membrana basal (laminina). En lloc d'usar desmogleïnes, els hemidesmosomes utilitzen desmopenetrines com a proteïnes d'unió cel·lular. Els hemidesmosomes són asimètrics.